# V.A. Secher
Vilhelm Adolf Secher (født 17. august 1851 i Store Brøndum, død 8. september 1918 i Hellerup) var dansk retshistoriker og rigsarkivar. Han var far til Knud Secher.

## Liv og gerning
Secher blev født i Store Brøndum Sogn ved Aalborg, hvor hans far, Adolf Secher, da var præst. Sechers historiske interesse blev tidlig vakt, og mens han, efter i 1869 at have taget Examen artium, studerede jura, blev han især tiltrukket af retshistorien, for hvis skyld han også lagde sig efter nordisk sproghistorie. Kandidat blev han 1876. Året før var han blevet ansat i Kongerigets arkiv, hvor han kom under stærk påvirkning af A.D. Jørgensen. Fuld forståelse af den moderne retshistoriske metode vandt han hos Konrad Maurer i München, hvor han opholdt sig 1878-1879. På senere rejser besøgte han Italien og de skandinaviske riger. 1885 blev han tildelt den juridiske doktorgrad ved disputatsen Om Vitterlighed og Vidnebevis i den ældre danske Proces, I, hvori fordelings- og æskningsproceduren først blev ret opklaret og hele metoden var ny indenfor dansk litteratur.
I anmeldelser og avisartikler lagde Secher for øvrigt sin retshistoriske viden for dagen. Vigtigst var hans skarpe kritik af Paul Ewald Hasses behandling af Slesvig og Ribe byretter i Historisk Tidsskrift 5. række II og IV. Han skrev også rent historiske arbejder, således "Meddelelser om Slægten Secher" (1885, 2. udgave ved Knud Secher 1939), "Det danske Fyrvæsens Historie" (Samlinger til jydsk Historie og Topografi 3. række, II) og andre.
Størst betydning for dansk retshistorie fik Secher dog ved sin store udgivervirksomhed. 1881-1886 udkom Kongens Rettertingsdomme 1595-1614, og 1887-1918 udkom den store samling af danske forordninger 1558-1660 (Corpus constitutionum Daniæ 1-6). Sammen med C. Støchel udgav Secher Forarbejderne til Kong Kristian V.s Danske Lov (1891-1894) og alene en mønsterudgave af Danske Lov (1891). Alle disse udgiverarbejder var gennemførte efter en forud lagt, nøje overvejet plan og udmærkede sig blandt andet ved den deri givne påvisning af lovbestemmelsernes kilde. I det hele virkede Secher, især som medlem af Selskabet for Udgivelse af Kilder til Dansk Historie, meget til at højne udgiverteknikken i Danmark.
Samtidig udfoldede Secher en betydningsfuld virksomhed i arkivvæsenet, da dette fra 1883 nyordnedes af A.D. Jørgensen. Fra Rigsarkivet, hvori han allerede fra vedtagelsen af arkivloven om oprettelsen af dette i 1889 blev arkivsekretær og udarbejdede de vejledende arkivregistraturer over Danske Kancellis sager, kom han 1892 som leder til det nyoprettede landsarkiv i København, Landsarkivet for Sjælland, Lolland-Falster og Bornholm. I sammenhæng hermed står, at han som sekretær i en ministeriel kommission udgav pjecen Vort Papir (1887), hvis skarpe kritik af de danske papirfabrikater virkede meget ansporende. Uheldigvis kom Secher i tidens løb i et skævt forhold til rigsarkivaren, A.D. Jørgensen, hvilket førte til, at han søgte bort fra arkivvæsenet og 1897 udnævntes til herredsfoged i Lollands Nørre Herred med placering i Nakskov. Her var han indirekte årsag til at juristen Palle Rosenkrantz begyndte sin karriere som kriminalforfatter. 1903 vendte han dog tilbage til arkivvæsenet, nu som rigsarkivar. I 1915 trak han sig tilbage på grund af sygdom.
21. september 1880 ægtede han Juliane Marie Assens, datter af sognepræst Rasmus Assens.
Han blev Ridder af Dannebrog 1896, Dannebrogsmand 1908 og Kommandør af 2. grad 1910.